# Ščigry
Ščigry (rusky Щигры) jsou město v Kurské oblasti v Ruské federaci. Při sčítání lidu v roce 2010 měly zhruba sedmnáct tisíc obyvatel.

## Poloha
Ščigry leží přibližně šedesát kilometrů severovýchodně od Kurska, správního střediska oblasti.

## Dějiny
Vesnice zvaná Troickoje na Ščigrach zde existovala přinejmenším od 17. století. V roce 1779 byla povýšena na město pod jménem Ščigry.
Dne 7. dubna 1923 byla blízko města Ščigry poprvé objevena ruda Kurské magnetické anomálie.
Za druhé světové války byly Ščigry dne 21. listopadu 1941 obsazeny německou armádou a dne 5. února 1943 dobyty zpět jednotkami Voroněžského frontu Rudé armády v rámci třetí bitvy o Charkov.